# ستيفن تيلور
ستيفن تيلور (بالإنجليزية: Steven Tyler): ولد ستيفن تيلور بتاريخ 26 مارس 1948. و هو مغني و كاتب أغاني وملحن أمريكي و يعزف العديد من ألات الموسيقية خاصتاً الهارمونيكا. انخفضت شعبيته كثيراً بسبب معرفة الجمهور لادمانه المخدرات. و حاول بعدها ترك المخدرات وانهى ذلك بنجاح حيث ترك ادمانه بنجاح في نهاية الثمانينات وبداية التسعينات.

## حياته الخاصة
ولد ستيفن فيكتور تالاريكو في مدينة يونكيرس بولاية نيويورك الأمريكية. والده من أصل إيطالي وألماني و والدته من أصل بولندي وإنكليزي. و نشأ بين عدة مجموعات موسيقية للصغار ومن هناك انطلق بمسيرته الفنية عندما أنشأ فرقته الموسيقية الخاصة عندما كان ستة عشر عاماً.

## روابط خارجية
- ستيفن تيلور على موقع IMDb (الإنجليزية)
- ستيفن تيلور على موقع الموسوعة البريطانية (الإنجليزية)
- ستيفن تيلور على موقع روتن توميتوز (الإنجليزية)
- ستيفن تيلور على موقع ميوزك برينز (الإنجليزية)
- ستيفن تيلور على موقع رولينغ ستون (الإنجليزية)
- ستيفن تيلور على موقع أول موفي (الإنجليزية)
- ستيفن تيلور على موقع قاعدة بيانات برودواي على الإنترنت (الإنجليزية)
- ستيفن تيلور على موقع قاعدة بيانات برودواي على الإنترنت (الإنجليزية)
- ستيفن تيلور على موقع إن إن دي بي (الإنجليزية)
- ستيفن تيلور على موقع أول ميوزيك (الإنجليزية)